# Liste des évêques de Chinhoyi
Cette page présente la liste des évêques de Chinhoyi au Zimbabwe. 
La préfecture apostolique de Sinoia est créée le 17 décembre 1973, par détachement de l'archidiocèse de Salisbury. 
Elle change de dénomination le 25 juin 1982 pour devenir la préfecture apostolique de Chinhoyi.
Elle est érigée en diocèse de Chinhoyi (en) (Dioecesis Chinhoyiensis) le 28 octobre 1985.

## Est préfet apostolique
- 22 février 1974-28 octobre 1985 : Helmut Reckter, sj, préfet apostolique de Sinoia, puis de Chinhoyi (25 juin 1982).

## Sont évêques
- 28 octobre 1985-† 10 mars 2004 : Helmut Reckter (de) sj, promu évêque.
- 10 mars 2004-6 avril 2006 : siège vacant
- 6 avril 2006-17 février 2016 : Dieter Scholz (de), sj
  - 17 février 2016- 30 décembre 2017: Robert Christopher Ndlovu, archevêque de Harare, administrateur apostolique sede vacante et ad nutum Sanctae Sedis
- depuis le 30 décembre 2017: Raymond Tapiwa Mupa (de), C.Ss.R.

## Sources
- Fiche du diocèse sur catholic-hierarchy.org